# وانغ بينج
وانغ بينج (بالصينية: 王鹏) (24 يناير 1993 في الصين - ) هو لاعب كرة قدم صيني في مركز الوسط. لعب مع نادي سانغتشو مايتي ليونز.

## وصلات خارجية
- وانغ بينج على موقع قاعدة بيانات كرة القدم.إي يو (الإنجليزية)
- وانغ بينج على موقع Soccerway.com (الإنجليزية)